# Ochotona princeps
Espèce
Statut de conservation UICN

 LC  : Préoccupation mineure
Ochotona princeps est une espèce de pikas, des petits mammifères lagomorphes de la famille des Ochotonidae. L'espèce a de nombreux noms vernaculaires : pika américain, pika d'Amérique, lièvre criard d'Amérique, pika des montagnes Rocheuses ou encore lièvre siffleur.

## Morphologie
Cet animal mesure de 162  à   216 mm de longueur pour un poids variant de 125  à   175 g,. Il a une longue queue dissimulée dans sa fourrure.

## Comportement
Ces animaux sont solitaires mais ils vivent proche d'un individu du sexe opposé. Le territoire du pika correspond à un espace de fourrage et une cachette dans une crevasse ou un terrier.
Le Pika d'Amérique aime la verdure. Durant la journée, il est très actif. Chaque pika a un territoire de 600 m2 environ[réf. nécessaire]. Ils ramassent des végétaux en prévision de l'hivernation hivernale.
Dans les grands espaces, il communique avec ses congénères grâce à de brefs couinements extrêmement aiguës et puissants, les plus puissants servent à marquer son territoire, il utilise aussi leurs glandes salivaires. Lors de l'attaque d'un prédateur, coyote, belette ou hermine, il s'immobilise et pousse de petits cris.
Pour se préparer à l'hiver, le pika ramasse des hampes florales et des graminées qu'il fait sécher durant l'été. Au début de l'hiver, il porte sa nourriture séché dans une crevasse à l'abri des intempéries. Pour que ses réserves durent tout l'hiver, les pikas préféreront prendre des plantes à décomposition lente.
Il est habitué à résister à l'altitude et au froid, grâce à son pelage court, mais il doit sans cesse s'habituer aux changements climatiques.

## Répartition et habitat
Commun localement, on le trouve dans les milieux montagnards du sud-ouest du Canada et de l'ouest des États-Unis, généralement entre 2 500  et   4 000 mètres. Il vit plus précisément sur des pentes rocailleuses.